# Юр'їв
Юр'їв (або Гюргев) — староруське місто на Пороссі, яке було засноване князем Ярославом Мудрим і мало цю назву з 1032 року до середини XIII-го століття. Було попередником Білої Церкви.

## Загальні дані
Назва на честь хресного імені князя Ярослава (Георгій-Юрій). Перша згадка про місто є у творі князя Володимира Мономаха «Повчання». Входило до складу Пороської оборонної лінії, саме у Юр'їві розташовувалась єпіскопія яка була покликана навертати до християнства місцевих «поганей» — кочовиків, які знаходились у васальній залежності від Києва. Городище площею близько 2 га знаходилось у центрі сучасної Білої Церкви, у районі Замкової гори. Як важливий укріпрайон неодноразово відбивав напади половців. Востанне у літописах згадано 1231 року.